# Cyril Seedhouse
Cyril Norman Seedhouse (Leighton Buzzard, Bedfordshire, 10 d'abril de 1892 – Exminster, Devon, 21 de gener de 1966) va ser un atleta anglès que va competir a començaments del segle xx.
El 1912 va prendre part en els Jocs Olímpics d'Estocolm, on disputà tres proves del programa d'atletisme. En els 200 i 400 metres quedà eliminat en semifinals, mentre en els 4x400 metres relleus guanyà la medalla de bronze amb l'equip britànic.
El 1912 guanyà el campionat AAA de 440 iardes. El 1913 va igualar el rècord mundial de Mel Sheppard en les 500 iardes quan aquesta encara era una distància reconeguda oficialment. Durant la Primera Guerra Mundial serví com a pilot de la Royal Flying Corps i fou ferit d'un tret a l'esquena, tot i que va sobreviure.